# Anastasios Donis
Anastasios „Tassos“ Donis (griechisch Αναστάσιος Δώνης; * 29. August 1996 in Blackburn, Lancashire, England) ist ein griechischer Fußballspieler. Der Stürmer steht in Griechenland bei Aris Thessaloniki unter Vertrag.

## Vereinskarriere
Anastasios Donis kam 1996 als Sohn des in Deutschland geborenen griechischen Nationalspielers Georgios Donis im britischen Blackburn auf die Welt, da sein Vater zu dieser Zeit bei den Blackburn Rovers in der englischen Premier League unter Vertrag stand. Im Jahr 2000 wechselte Donis' Vater zurück nach Griechenland, wo er 2001 seine Karriere beendete. 
Donis begann mit dem Fußballspielen in der Jugend von Panathinaikos Athen, wo auch sein Vater schon gespielt hatte. 2013 wechselte er von Panathinaikos Athen zum italienischen Rekordmeister Juventus Turin. Im Februar 2015 wurde er bis zum Saisonende an US Sassuolo Calcio verliehen. Anschließend ging er für ein Jahr auf Leihbasis zum FC Lugano. Mit Lugano erreichte er das Endspiel im Schweizer Cup 2015/16. Im Rahmen eines weiteren Leihgeschäfts schloss er sich dem OGC Nizza an, bei dem er mit fünf Ligatoren zum dritten Platz in der Ligue 1 2016/17 beitrug.
Am 1. Juli 2017 wechselte Anastasios Donis zum VfB Stuttgart. Er unterzeichnete bei den Schwaben einen bis Juni 2021 datierten Vertrag. Sein Ligadebüt für den VfB gab er am 19. August 2017 am 1. Spieltag der Saison 2017/18 gegen Hertha BSC. Sein erstes Bundesligator erzielte Donis am 13. Oktober gegen den 1. FC Köln zum zwischenzeitlichen 1:0.
Am 2. September 2019 wechselte der Grieche auf Leihbasis in die französische erste Liga zu Stade Reims. Aufgrund des Klassenerhalts am Saisonende griff eine Kaufverpflichtung. Anfang Februar 2021 wurde er kurz vor Ende des Winter-Transferfensters für den Rest der Saison 2020/21 ohne Kaufoption an den niederländischen Verein VVV Venlo ausgeliehen.
In der Saison 2021/22 gehörte Donis wieder zum Kader von Stade Reims und bestritt 13 von 38 möglichen Ligaspielen sowie ein Pokalspiel für den Verein. Zuletzt wurde er Mitte März 2022 eingesetzt.
Nachdem er auch in den ersten fünf Spielen der neuen Saison 2022/23 nicht zum Spieltagskader gehört hatte, wurde er Ende August 2022 für den Rest der Saison an den zypriotische Verein APOEL Nikosia ausgeliehen.

## Nationalmannschaft
Mit der griechischen U21-Nationalmannschaft nahm Tasos Donis an der Qualifikation zur Europameisterschaft 2017 teil. Sein Debüt für die A-Nationalmannschaft Griechenlands gab er am 9. Juni 2017 gegen Bosnien und Herzegowina in der Qualifikation für die Weltmeisterschaft 2018.